# Tschadinhorn
Das Tschadinhorn ist ein 3017 m ü. A. hoher Berggipfel der Schobergruppe in Osttirol (Österreich). Er liegt im Nordosten Osttirols in der Gemeinde Kals am Großglockner.

## Lage
Das Tschadinhorn liegt im Westen der Schobergruppe bzw. im Osten der Gemeinde Kals am Großglockner, nahe der Grenze zu Kärnten. Es handelt sich beim Tschadinhorn um einen stumpfen Kegel am Ende des langen Nordostrückens, der sich vom Tschadinsattel (2993 m ü. A.) bis zum Tschadinhorn zieht. Der Tschadinsattel bildet dabei die Abgrenzung zum Bösen Weibl (3119 m ü. A.) im Ostnordosten. Westlich des Tschadinhorns liegt getrennt durch eine unbenannte Scharte (2749 m ü. A.) die Schönleitenspitze (2809 m ü. A.), südsüdwestlich liegt die Nördliche Mörbetzspitze (2912 m ü. A.). Südöstlich des Tschadinhorns entspringt der Ruisbach, der in den südlich gelegenen Lesachbach mündet. Hier liegen auch die Lesachalmhütte und die Lesachalm. Nordwestlich entspringt der Folpremoabach, der rasch in den Ködnitzbach mündet.

## Aufstiegsmöglichkeiten
Der Normalweg auf das Tschadinhorn nimmt seinen Ausgang am Eingang des Lesachtals – entweder am Parkplatz an der Lesachbrücke oder alternativ am Parkplatz oberhalb von Oberlesach. Vom unteren Parkplatz führt der Weg zunächst auf einer Forststraße zum Wasserkraftwerk Lesachalm und von dort am Bach entlang als Wanderweg aufwärts bis zu den verstreuten Hütten auf der Lesachalm (alternativ vom oberen Parkplatz über die Forststraße dorthin). Von den Lesachalmen führt ein guter, teils steiler Wanderweg durch den Lärchenwald empor in das Hochkar zwischen Schönleitenspitze und Tschadinhorn. Ab dem Abzweig zur Schönleitenspitze führt die Route auf Steigspuren (markiert) an kleineren Seen vorbei über Wiesengelände zum Gipfelaufschwung. Dieser wird in der Südwestflanke steil und im oberen Teil ausgesetzt (bis 45 Grad steil, Absturzgelände, eine Stelle I = Trittsicherheit und Schwindelfreiheit erforderlich) auf Pfadspuren in Kehren überwunden. Auf dem schmalen Gipfel befindet sich ein Gipfelkreuz mit Buch. Für die 1.750 Höhenmeter Aufstieg vom Parkplatz werden laut Wegweisern 6:30 Stunden benötigt. Die Strecke zwischen Oberlesach und der Lesachalm kann alternativ mit dem Fahrrad zurückgelegt werden, wodurch sich die Gehzeit reduziert (Fahrverbot allerdings im Winterhalbjahr vom 1.11. bis 31.3.).
Alternativ kann der Gipfel auch vom knapp Dreitausend Meter hohen Tschadinsattel über den Nordostgrat erreicht werden. Diese Route ist jedoch nicht markiert und abschnittsweise sehr ausgesetzt. Der Tschadinsattel kann von der Glorerhütte bzw. dem Lucknerhaus oder der Lesachalmhütte über den Aufstiegsweg Richtung Böses Weible erreicht werden. Vom Tschadinsattel führt die Route zunächst über den breiten und fast ebenen Nordostrücken, ehe das Gelände zu einem schmalen Grat mit Felsen und Schrofen wird, der zunächst nordseitig, dann südseitig begangen wird (Umgehung eines felsigen Gendarms), ehe der Grat wieder etwas breiter wird und über Pfadspuren und Blockgelände zum Gipfel leitet (I, Trittsicherheit und Schwindelfreiheit erforderlich).